# リフォームUK
リフォームUK（リフォームユーケー、英: Reform UK、直訳：イギリス改革党）、旧称ブレグジット党（英: The Brexit party）はイギリスの政党である。反グローバリズムを掲げる右派政党で、厳格な移民政策などを掲げる。欧州懐疑主義政党であり、イギリスのEU加盟時代は早期の離脱（ブレグジット）を主張する単一論点政治を志向した。

## 党史
イギリスの欧州連合離脱（ブレグジット）運動を主導した、イギリス独立党元党首であるナイジェル・ファラージによって結党された。大半の党員は独立党出身者だが、アン・ウィデコムやアンヌンツィアータ・リース＝モグ（ジェイコブ・リース＝モグの妹）ら保守党からの参加者もいる。また、ジョージ・ギャロウェイ、クレール・フォックスといった一部の欧州懐疑派の左翼勢力からも支持を受けている。
2019年5月23日に行われた2019年欧州議会議員選挙にて、29議席を獲得して第1党となった。続く6月6日の下院補欠選挙で当選を狙ったが683票差で労働党候補に敗れ、国政進出には失敗した。この時には、次の総選挙で全選挙区に候補者を擁立すると発表したものの、後に2019年12月12日に行われる総選挙では離脱派の票分散を防ぐため、保守党が保持している選挙区には対抗馬を立てないと発表した。この総選挙で保守党が大勝し、2020年1月31日午後11時をもってイギリスはEUを離脱した。その後、目的を失ったブレグジット党は活動を停止した。
2020年に入り、新型コロナウイルス感染症の大流行に伴い感染抑制のため各国でロックダウンが行われるようになり、イギリスもそれに倣うこととなった。10月31日、首相のボリス・ジョンソンが11月5日より2回目のロックダウンに入ることを宣言したことを受け、ファラージは党の再始動を決定。党名をリフォームUKへと改め、ロックダウンに反対することを宣言した。
2024年3月11日、元保守党所属のリー・アンダーソン議員はリフォームUKに入党することを発表し、この党の初めての国会議員となった。
2024年7月4日に執行されたイギリス下院議会総選挙では支持率が低迷する与党・保守党の伝統的な支持者の票を奪うのではないかと目されていた。選挙では保守党が事前の予想通り惨敗を喫する中、リフォームUKは14.29%の得票率でファラージ党首を含む5人が当選。これが下院における初の当選となった。
2024年12月には、かねてからリフォームUKに好感を示していたイーロン・マスクが党に巨額の政治献金を行うことについての話し合いが持たれた。しかし、極右活動家トミー・ロビンソンの扱いを巡ってファラージ党首とマスクの間に亀裂が生じ、マスクは数週間後の2025年1月にファラージには党を率いる資質がないとして党首の交代を要求。ファラージはこの要求に対し、自分の信念は売り渡さないと述べて反論した。その後もリフォームUKは支持を伸ばし、2025年2月3日に世論調査会社YouGovが公表した政党支持率の世論調査結果では労働党24％、保守党21％を差し置いて25％となり初めて首位に立った。誤差の範囲に収まる差ではあるが、既存の二大政党制を崩す三つ巴となっている構図が見える結果となった。5月1日執行の下院補欠選挙ならびに地方選挙では大躍進を遂げる結果となり、地方選挙で1,641議席中677議席を獲得したほか、下院補選では6票差で次点だった労働党の候補者に勝利し、初めて当選者を出した。